# Health Level 7
Health Level 7 ou HL7 refere-se a um conjunto de normas internacionais para a representação e a transferência de dados clínicos e administrativos entre sistemas de informação em saúde, tais como em clínicas, consultórios, hospitais, sistemas de saúde pública, etc.. Estas normas se concentram na camada de aplicação, que é "camada 7" no modelo OSI de estrutura de comunicação entre computadores. Os padrões HL7 são produzidos pela Health Level Seven International, uma organização internacional de normalização, e são adotados por outros órgãos de emissão de padrões como o American National Standards Institute e a International Organization for Standardization.

## Os Padrões HL7
Hospitais e outras organizações prestadoras de cuidados de saúde geralmente têm muitos sistemas de computadores diferentes usados para tudo, desde registros de faturamento pelos serviços prestados, ao prontuário eletrônico do paciente. Todos estes sistemas devem se comunicar uns com os outros (ou "interfacear") quando recebem novas informações, mas nem todos fazem isso. O HL7 especifica uma série de normas flexíveis, diretrizes e metodologias pelas quais vários sistemas de informação em saúde podem se comunicar uns com os outros. Essas orientações ou padrões de dados são um conjunto de regras que permitem que informações sejam compartilhadas e processadas de maneira uniforme e consistente. Estes padrões de dados são feitos para permitir que as organizações de saúde compartilhem facilmente informações clínicas. Teoricamente, essa capacidade de trocar informações deve ajudar a minimizar a tendência para os cuidados médicos a serem geograficamente isolada e altamente variável. 
O HL7 desenvolve padrões conceituais (por exemplo, o HL7 RIM), padrões de documentos (por exemplo, o HL7 CDA), as normas de aplicativos (por exemplo, HL7 CCOW), e padrões de mensagens (por exemplo, HL7 v2.x e V3.0). Padrões de mensagens são particularmente importantes porque definem como as informações são empacotadas e comunicadas de uma parte à outra. Tais normas definem o idioma, estrutura e tipos de dados necessários para a perfeita integração de um sistema a outro.
O Modelo de Informação de Referência (RIM: Reference Information Model) e o Quadro de Referência de Desenvolvimento HL7 (HDF: Health Development Framework) são a base do processo de desenvolvimento dos padrões de mensagens HL7 Versão 3, que utilizam a linguagem de marcação chamada XML. O RIM especifica como deve ser feita a representação dos dados clínicos (domínios) e o ciclo de vida de mensagens ou grupos de mensagens. Já o HDF é um projeto para especificar os processos e metodologia usados por todas as comissões de definição de padrões da organização internacional HL7 para o início do projeto, a análise de requisitos, a concepção dos padrões, a sua implementação, o processo de aprovação padrão, etc.

## Lista dos Principais Padrões HL7
- Padrão de Mensagens HL7 Versão 2.x - uma especificação de interoperabilidade para transações médicas e de saúde
- Padrão de Mensagens HL7 Versão 3 -  uma especificação de interoperabilidade para as transações médicas e de saúde, com base no RIM
- GELLO - uma linguagem de expressão padrão usada para apoio à decisão clínica
- Sintaxe Arden - uma gramática para representar as condições, decisões, recomendações, alertas, lembretes, etc., em sistemas de decisão, denominados de Módulos de Lógica Médica (MLM: Medical Logical Modules)
- Clinical Context Object Workgroup (CCOW) - uma especificação de interoperabilidade para a integração visual dos aplicativos do usuário
- Anexos de Faturamento (Claims Annex) - um anexo padrão de saúde que serve para expandir uma transação financeira na área de saúde
- Clinical Document Architecture (HL CDA) - um modelo de troca de documentos clínicos, com base no HL7 versão 3 e no RIM
- Fast Interoperable Health Resources (FHIR: Recursos Interoperáveis Rápidos em Saúde) - um novo conjunto de padrões apoiados em modelos da Web, mais compacto e fácil de usar do que o HL7 V3 e o CDA, e que supostamente irá substituí-los no futuro.
- Structured Product Labeling (HL7 SPL: Rotulagem Estruturada de Produtos) - padrão que define as informações publicadas que acompanham um medicamento, com base em HL7 versão 3

Ultimamente, a HL7 tem evoluído no sentido de abranger também outros padrões de informação em saúde, criados por outras ISDO (International Standards Development Organization) na área, tais como o padrão DICOM para representação, armazenamento e transmissão de imagens médicas, e terminologias em saúde. Tem sido realizados esforços de harmonização e mapeamento com outros padrões de informação em saúde, como o openEHR.

### Padrão HL7 versão 2.x
O padrão HL7 versão 2 (também conhecido como Pipehat) tem o objetivo de apoiar os fluxos de trabalho de uma instituição de saúde. Ele foi originalmente criado em 1989. Ele define uma série de mensagens eletrônicas para o apoio a processos administrativos, logísticos, financeiros, bem como processos clínicos. Desde 1987, o padrão foi atualizado regularmente, resultando em versões 2.1, 2.2, 2.3, 2.3.1, 2.4, 2.5, 2.5.1 e 2.6. As normas v2.x são compatíveis (por exemplo, uma mensagem baseada na versão 2.3 será compreendida por uma aplicação que suporta a versão 2.6). As mensagens HL7 v2.x utilizam uma sintaxe de codificação não-XML legível por humanos (ASCII), baseada em segmentos (linhas) e delimitadores de um caractere. Os segmentos têm componentes (campos) separados por um delimitador de componentes. Um componente pode ter mais subcomponentes, que, por sua vez, são separados pelo delimitador de subcomponentes. Os delimitadores padrão são a barra vertical ou pipe (|), para o separador de campo, acento circunflexo (^) para o separador de componentes, e comercial (&) para o separador de subcomponentes. O til (~) é o separador de repetição padrão. Cada segmento começa com uma cadeia de 3 caracteres, que identifica o tipo de segmento. Cada segmento da mensagem contém uma categoria específica de informações. Cada mensagem tem um MSH como o seu primeiro segmento, que inclui um campo que identifica o tipo de mensagem. O tipo de mensagem determina os tipos de segmento esperados na mensagem. Os tipos de segmento usados em um determinado tipo de mensagem são especificados pela notação gramatical de segmento utilizado nas normas HL7. 
O seguinte é um exemplo de um registro de admissão. MSH é o registro de cabeçalho, PID a identidade do paciente, PV1 é a informação sobre a visita do paciente, etc. O quinto campo (após o tipo de segmento) no registro PID é o nome do paciente, na ordem, nome de família, nome próprio, segundo nomes (ou suas iniciais) e sufixo. Dependendo da versão do padrão o HL7, mais campos estão disponíveis no campo para adicionar informações ao nome do paciente.

MSH|^~\&|MegaReg|XYZHospC|SuperOE|XYZImgCtr|20060529090131-0500||ADT^A01^ADT_A01|01052901|P|2.5

EVN||200605290901||||200605290900

PID|||56782445^^^UAReg^PI||KLEINSAMPLE^BARRY^Q^JR||19620910|M||2028-9^^HL70005^RA99113^^XYZ|260 GOODWIN CREST DRIVE^^BIRMINGHAM^AL^35209^^M~NICKELL’S PICKLES^10000 W 100TH AVE^BIRMINGHAM^AL^35200^^O|||||||0105I30001^^^99DEF^AN

PV1||I|W^389^1^UABH^^^^3||||12345^MORGAN^REX^J^^^MD^0010^UAMC^L||67890^GRAINGER^LUCY^X^^^MD^0010^UAMC^L|MED|||||A0||13579^POTTER^SHERMAN^T^^^MD^0010^UAMC^L|||||||||||||||||||||||||||200605290900

OBX|1|NM|^Body Height||1.80|m^Meter^ISO+|||||F

OBX|2|NM|^Body Weight||79|kg^Kilogram^ISO+|||||F

AL1|1||^ASPIRIN

DG1|1||786.50^CHEST PAIN, UNSPECIFIED^I9|||A

O HL7 v2.x permitiu a interoperabilidade entre os Sistemas Eletrônicos de Administração de Pacientes (PAS), Sistemas de Gestão Eletrônica de Consultórios (EPM), Sistemas de Informação de Laboratórios (LIS), sistemas dietéticos, de farmácia e de faturamento, bem como os registro médico eletrônico (EMR) ou registros eletrônicos de saúde (RES). Atualmente, a norma de mensagens v2.x do HL7 é suportada por todos os principais sistemas de informação médica produzidos por fornecedores comerciais nos Estados Unidos.

## A HL7 no Brasil
A HL7 International atua mundialmente através de suas afiliadas nacionais. Ela já está representada no Brasil desde 2007, através do Instituto HL7 Brasil, que foi fundado por um grupo de pesquisadores e especialistas em Informática em Saúde ligados à Sociedade Brasileira de Informática em Saúde (SBIS), como Marivan Santiago Abrahão (que foi presidente da entidade até 2020, e atualmente é presidente do Conselho Científico e nomeado também Membro Vitalício e Presidente Emérito da entidade, Fellow da HL7 International) e Renato Marcos Endrizzi Sabbatini (que, desde 2011 é também seu Diretor de Educação). A atual diretoria (mandato 2020-2021) é composta por Guilherme Zwicker Rocha (presidente e diretor executivo), Renato Marcos Endrizzi Sabbatini (vice-presidente), Ana Paula de Andrade Pannuti (secretária geral) e Paulo Salomão (tesoureiro).
O Instituto HL7 Brasil realiza muitas atividades focadas principalmente na promoção dos padrões HL7 e outros padrões em informática em saúde, através de congressos, cursos, publicações, etc. A partir de 2019, o Instituto passou a promover e educar duas novas classes de padrões de informação, o HL7 FHIR e o Infobutton e CDS Hooks & Cards, e realizou sua primeira conectatona (certame de certificação de interoperabilidade) em novembro de 2020, testando o uso do padrão FHIR para notificação de resultados de laboratório para a RNDS (Rede Nacional de Dados em Saúde) do Governo Federal (Ministério da Saúde). 
Entre as atividades importantes do HL7 Brasil esteve a realização do importante congresso mundial da entidade, no Rio de Janeiro, em maio de 2010, o Annual Plenary and Working Groups Meeting, presidido pelo Dr. Abrahão.